# SET Schiffbau- u. Entwicklungsgesellschaft Tangermünde
Die SET Schiffbau- u. Entwicklungsgesellschaft Tangermünde ist ein Schiffbauunternehmen mit zwei Werftbetrieben in Tangermünde und Genthin. Das Unternehmen gehört zur Heinrich Rönner Gruppe in Bremerhaven.

## Geschichte
In der damaligen DDR waren die Werften in Tangermünde und Genthin erheblich am Auf- und Ausbau der Binnenschiffsflotte beteiligt. Die Standorte wurden wie die Schiffsreparaturwerften in Laubegast, Malz und Berlin-Stralau – alles ehemalige Standorte des VEB Schiffsreparaturwerften Berlin im Kombinat Binnenschiffahrt und Wasserstraßen – 1991 privatisiert und als Deutsche Binnenwerften (kurz DBW) unter gemeinsamer Leitung zusammengefasst. Um das Jahr 2000 kam es zu massiven Zahlungsproblemen. Die Betriebe in Tangermünde und Genthin wurden von der Rönner-Gruppe übernommen.

### Tangermünde
Seit über 150 Jahren werden am Standort Tangermünde Schiffe gebaut und repariert. Zu Anfang waren es ausschließlich Schleppkähne, Schuten und kleine Schlepper. Ab 1900 kamen dampfgetriebene Seitenrad- und Heckradschiffe und größere Schleppeinheiten dazu. Diese Schiffe wurden vorwiegend für den Elbe- und Havelbereich gebaut und repariert. Weitere Neubauten wie Schlepper und Barkassen wurden auch nach Hamburg und Böhmen geliefert.
Nach der Privatisierung wurden vorwiegend Fahrgastschiffe gebaut, außerdem Fähren, Schwimmbagger und Sektionen für andere Werfen. Dieses Programm wird auch nach der Übernahme durch die Heinrich Rönner Gruppe weitgehend beibehalten. Die Werft verfügt über eine Betriebsfläche von 17.300 m² mit den notwendigen Werkstätten, eine vierlagige Quer- und Längsslipanlage für Schiffe bis 85 m Länge und 1000 t Gewicht sowie eine Schiffbauhalle mit den Abmessungen 96 × 30 × 15 m.

### Genthin

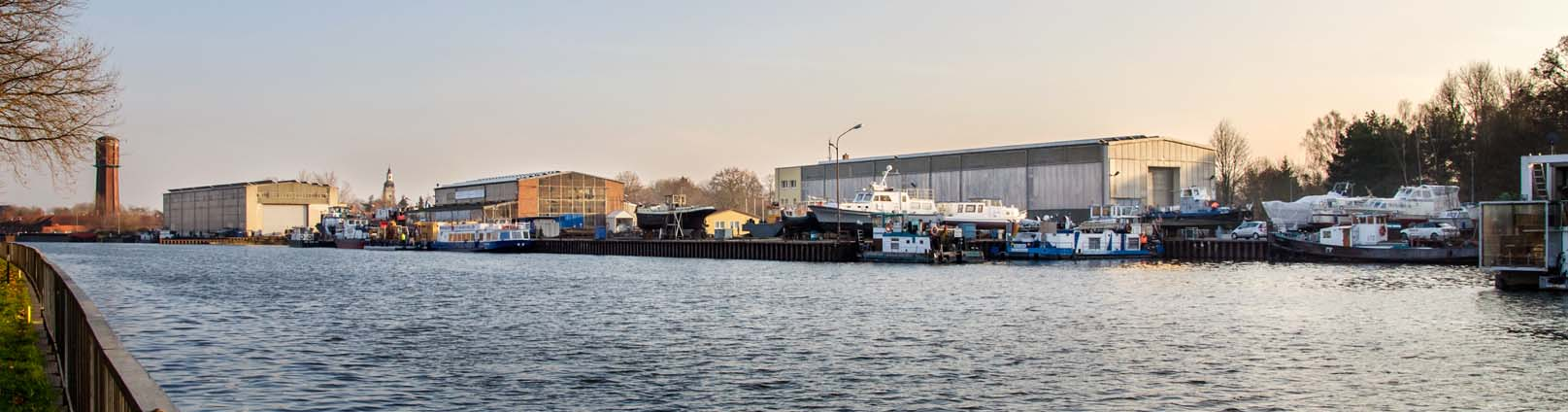
Schiffswerft Genthin

Seit 1921 werden in Genthin Schiffe gebaut und repariert. Die Schiffsreparaturwerft Genthin ist 1950 aus dem damaligen Bauhof des Wasser- und Schifffahrtsamtes hervorgegangen. Sie bestand von 1950 bis 1990, wurde dann privatisiert und in die Deutsche Binnenwerften integriert. Wie bei der Tangermünder Werft erfolgte die Übernahme durch die Rönner-Gruppe aufgrund von massiven Problemen der Deutsche Binnenwerften.
Als Neubauten entstanden bis auf einen größeren Inselversorger vorwiegend Polizeiboote und Verkehrssicherungsschiffe. In der Werft Genthin wurden in den zurückliegenden Jahren außerdem Hydraulikschwimmbagger für die Elbe gebaut. Außerdem werden Schiffsreparaturen und Umbauten durchgeführt. Die Betriebsfläche der Werft beträgt rund 32.000 m². Es steht eine Pierlänge von 350 m mit 3 m Wassertiefe und eine zweilagige Quer- und Längsslipanlage für Schiffe bis 82 m Länge und 640 t Gewicht zur Verfügung. Die Abmessungen der Schiffbauhalle betragen 70 × 20 × 10 m und die der Maschinenbauhalle 45 × 30 × 10 m.

## Neubauten (Auswahl)
- Schiffe für die Wasser- und Schifffahrtsverwaltung des Bundes (Seezeichenschiff Görmitz)
- Schiffe für den Landesbetrieb für Küstenschutz, Nationalpark und Meeresschutz Schleswig-Holstein: Oland und Hooge sowie das Gewässerüberwachungs- und Ölfangschiff Haithabu
- Arbeitsschiffe mit Eisbrechereigenschaften (Bevergern-Klasse)
- Polizeiboot W30
- Kontroll- und Streifenboot der Bundespolizei BP 61 Prignitz
- 5-Sterne-Flusskreuzfahrtschiff Scenic Emerald
- Fahrgastschiffe (u. a. August der Starke, Louisiana Star)
- verschiedene Fähren (Doppelendfähren Lemwerder II, Bremerhaven, Loreley IV)
- Inselversorger Störtebeker
- Laborschiff Max Prüss, 1999
- Nr. 217 https://www.volksstimme.de/lokal/stendal/tangermunder-schiffswerft-schafft-etwas-einmaliges-in-der-binnenschifffahrt-3938402
- Drei Hybridfähren für Hamburgs Fährflotte (HADAG)